# Гребінок
Гребінок або Смоковецьке Сідло (пол. Smokowieckie Siodełko, словац. Hrebienok, нім. Kämmchen, угор. Tarajka), 1285 м над рівнем моря) — терасовий виступ у Високих Татрах (у словацькій частині), розташованих у масиві Славківського піку (Slavkovský štít). Поляки іноді називають «Смоковецька Губалувка». 
Від лежачого у його підніжжя поселення Старий Смоковець курсує фунікулер на Гребінок. Біля верхньої станції фунікулеру є вузол позначених туристичних маршрутів, в т.ч. Татраньска Магістраль, а також сховище Біліка (близько 5 хв). Популярним місцем для прогулянок з Гребінка є сусідні Водоспади Зимної Води (приблизно 20-30 хв.). 
На Гребінок можна піти пішки, або виїхати фунікулером чи велосипедом. А повернутись донизу можливао також самокатем (прокат на Гребінку). Для деяких туристів поїздка фунікулером до Гребінка може бути самоціллю. Оглядова платформа пропонує вид на піраміди Ломниці та Проміжні Хребти. На Гребінку розташований цілий туристичний комплекс: окрім верхньої станції є ресторан, будинок відпочинку «Гребінок». 

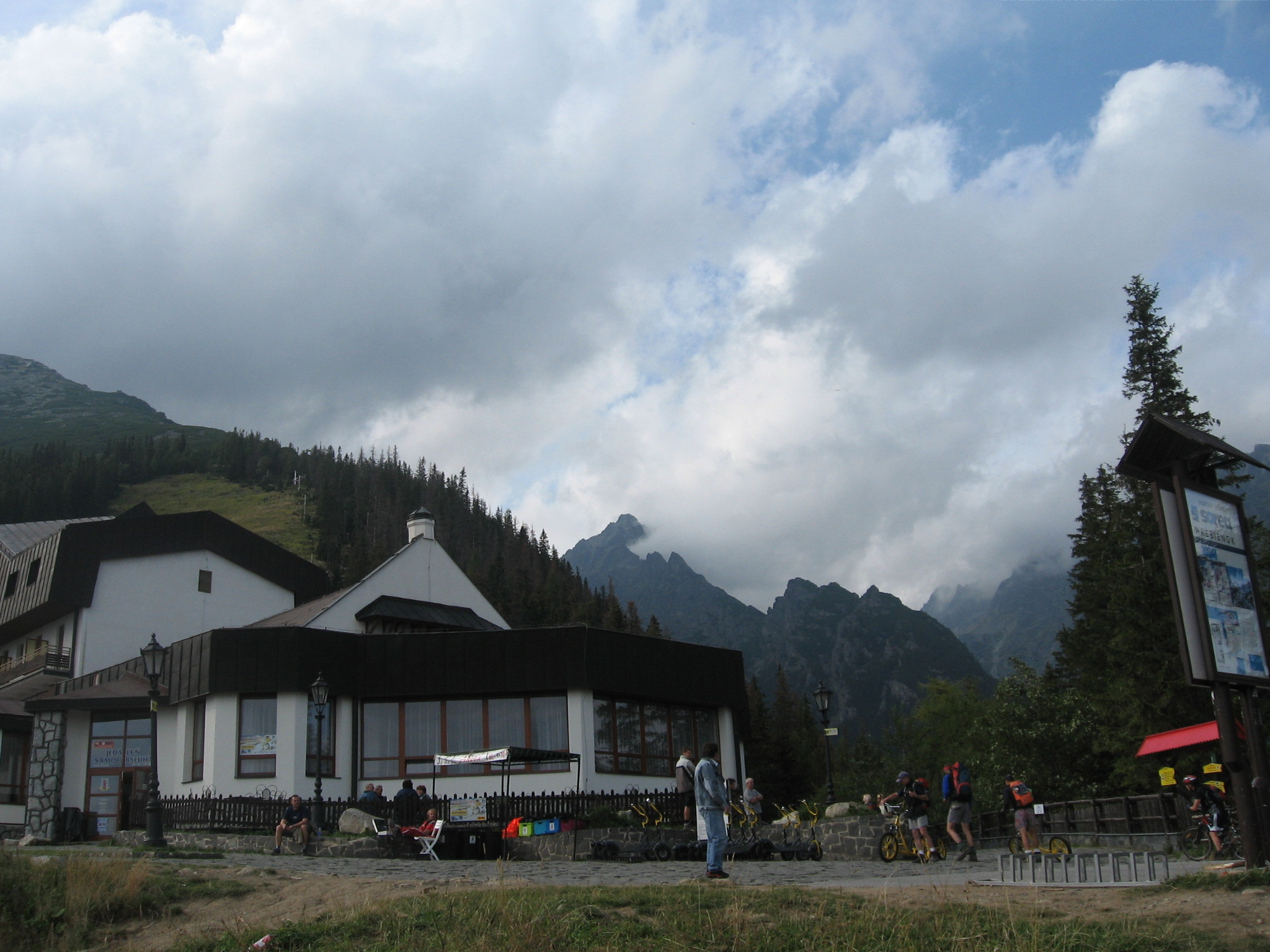
Гребінок та вид на Проміжний Хребет

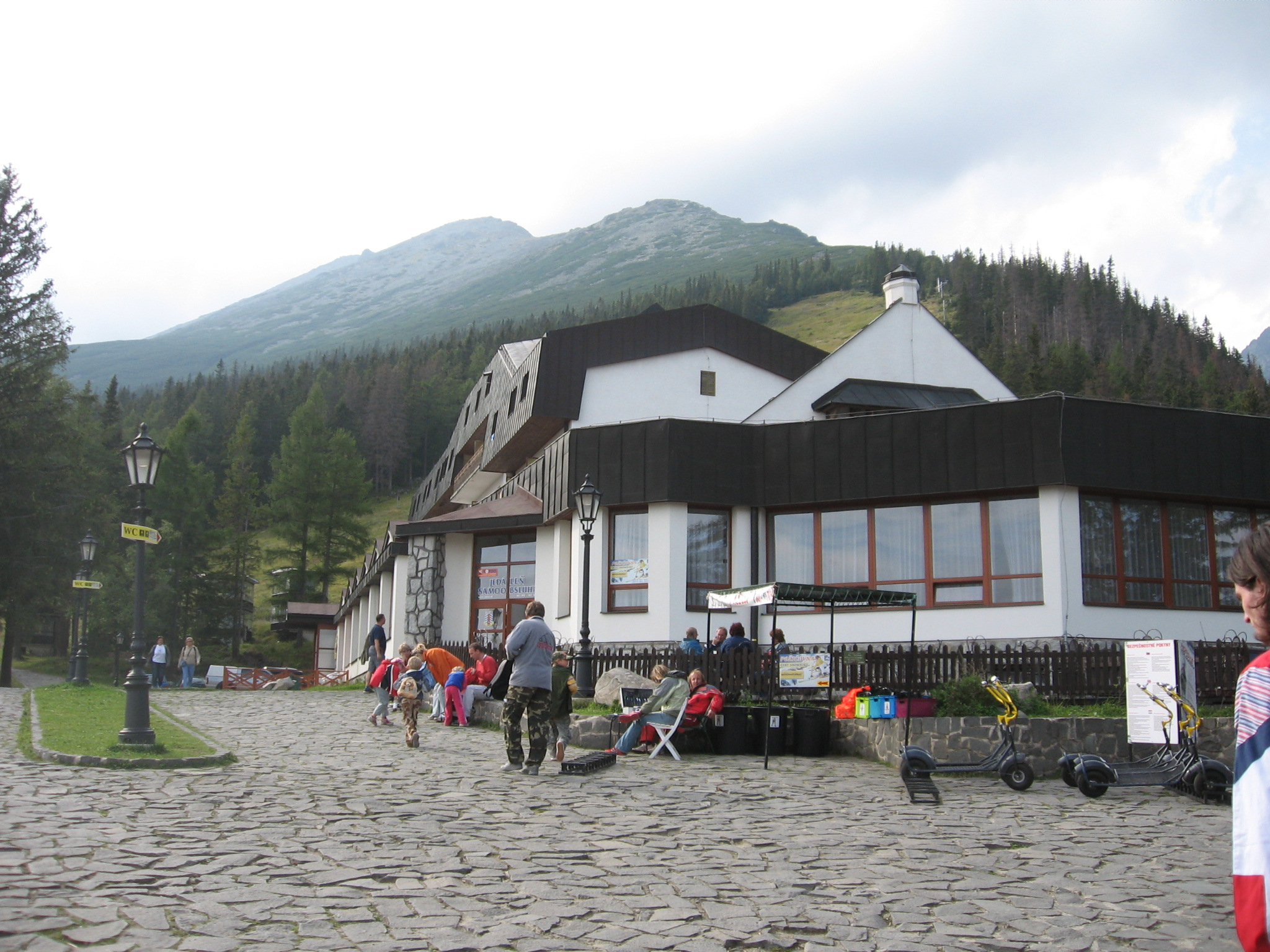
Гребінок улітку

У минулому тут працювали лижні підйомники до Славковського Гребеня. Також були закриті одні з найкрутіших лижних трас у всій Словаччини (з нахилом 41,7% та 36%). 

## Туристичні маршрути
- Зелена стежка від Старого Смоковця  вздовж дороши до Гребінка, а звідти до Райнерової Хатки. 
- Час переходу від Старого Смоковця до Гребінка: 1 год., ↓   30 хв.
- Час переходу від Гребінка до Райнерової Хатки: 35 хв. в обидві сторони

 - Червоним кольором позначена Магістраль Татранська, що веде від ставу Веліцкєго через долину Славковську на Гребінок, а звідти на північний захід до Райнерової Хатки (над зеленою стежкою) та Сховища Замковського. 
- Час переходу від ставка Велічка до Гребінка: 2:05  год., назад 2:20 год.
- Час переходу від Гребінка до Райнерової Хатки: 30 хв.  в обидві сторони 